# Circe
În mitologia greacă, Circe sau Kírkē (în limba greacă, Κίρκη) era, o vrăjitoare care locuia pe insula Aeaea. Această locație este uneori identificată cu peninsula Monte Circeo din Italia, al cărei denumire pare să provină de la numele zeiței.
Circe era fiica lui Helios, zeul soarelui, iar mama ei fiind Perseis, o oceanidă. Era așadar sora lui Eetes, regele Colchidei, și a soției lui Minos, Pasiphae. Se spune că Circe avea puterea de a-și transforma inamicii în animale prin intermediul unor poțiuni magice.

## Mitologie
În Odiseea lui Homer, Circe locuia într-un palat strălucitor aflat în mijlocul unei păduri din insula Aeaea. În jurul palatului mișunau lei și lupi, victime preschimbate de farmecele ei. Când o parte din echipajul lui Ulise a debarcat pe insulă pentru a o inspecta, Circe i-a invitat pe greci în palat și a organizat un ospăț. Doar Euriloh a hotărât să păstreze o atitudine prudentă și a rămas afară. Circe le-a servit navigatorilor bucate vrăjite și i-a transformat pe toți în porci cu ajutorul unei baghete magice. Apoi i-a mânat pe toți spre grajdurile palatului pline de animale asemănătoare. Euriloh a văzut toate acestea, s-a întors la Ulise și la restul echipajului, povestindu-le cele întâmplate. Ulise a hotărât să pornească el însuși la vrăjitoare pentru a-și salva camarazii. Mergând prin pădure, el îl întâlnește pe zeul Hermes care îi dezvăluie că dacă va amesteca băutura primită de la Circe cu o plantă numită moly, nu va fi transformat în animal. Hermes îi dă eroului o plantă de acest fel, iar când Ulise ajunge la palatul Circei și mănâncă din aceleași bucate fermecate, nu se transformă în animal, spre surprinderea vrăjitoarei. Ulise își scoate atunci sabia și, amenințând-o pe Circe cu moartea, o convinge să redea forma umană însoțitorilor săi. După aceasta, Ulise petrece alături de ea un an întreg și cei doi devin chiar iubiți.
În Teogonia de Hesiod, Circe și Ulise au împreună trei copii: Agrius, Latinus, și Telegonus. Mai târziu, poeții vorbesc doar de un singur fiu al lui Ulise și al Circei, Telegonus, care este trimis să își cunoască tatăl cu mulți ani după întoarcerea acestuia în Itaca. Ajuns acolo, Telegonus își ucide din greșeală tatăl și se întoarce în Aeaea cu trupul acestuia și cu soția și fiul lui Ulise, Penelopa și Telemah. Circe îi face pe cei doi nemuritori, apoi îl ia de soț pe Telemah, în timp ce Penelopa se căsătorește cu Telegonus.
Dionysius din Halicarnas (1.72.5) susține că fiii pe care i-a avut Circe cu Ulise au fost Romus, Anteias și Ardeias, care au fondat câte o cetate ce le poartă numele: Roma, Antium și Ardeea.
Circe mai apare și în legenda Argonauților când o primește pe nepoata ei Medeea și o purifică pe aceasta și pe Iason, după uciderea lui Apsirtos.
În alte legende, ea îl transformă pe regele latin Picus în ciocănitoare pentru că îi refuză iubirea și pe nimfa Scila într-o ființă monstruoasă cu șase capete de pisică, deoarece îi rivaliza iubirea pentru zeul Glaucos.